# Ernst Sutter
Ernst Sutter (* 7. August 1914 in Basel; † 9. November 1999) war ein Schweizer Ornithologe.

## Leben und Wirken
Bereits in früher Jugend war Sutter von der Vogelbeobachtung fasziniert. In den 1930er-Jahren nahm er an Exkursionen der Schweizerischen Vogelwarte Sempach zur Beringung von Vögeln und zur Erforschung des Vogelzugs im Alpenraum teil. 1943 promovierte er bei Adolf Portmann mit der Dissertation Über das embryonale und postembryonale Hirnwachstum bei Hühnern und Sperlingsvögeln zum Ph.D. 1945 wurde er Kurator in der Vogelabteilung des Naturhistorischen Museums Basel. Nach seiner Pensionierung im 1980 setzte Sutter seine wissenschaftliche Arbeit für das Museum als freiwilliger Mitarbeiter bis zu seinem Tod fort. 1949 unternahm er zusammen mit dem Ethnologen Alfred Bühler (1900–1981) eine neunmonatige Expedition nach Sumba in Indonesien. Unter den 65.000 gesammelten zoologischen Objekten waren 770 Vögel. Nach der Bearbeitung des Materials verfasste Sutter eine Revision über zwei Laufhühnchenarten und beschrieb fünf neue Unterarten des Fleckenlaufhühnchens (Turnix maculosa). Sutters Exkursion nach Sumba war seine einzige Sammelexpedition. Er erweiterte damit die Vogelsammlung des Naturhistorischen Museums Basel, die dadurch eine der bedeutendsten in ganz Europa wurde. Durch seine hervorragenden Kontakte zur Schweizerischen Vogelwarte Sempach erhielt er immer wieder tote Vögel für die Sammlung. 1954 lernte Sutter die Radartechnik auf dem Flughafen Zürich kennen und erkannte, dass sie ein einzigartiges Werkzeug für die Erforschung des Vogelzugs werden könnte. 1956 führte Sutter eine der ersten systematischen Studien über den nächtlichen Vogelzug mit Hilfe von Radargeräten durch. Das Ergebnis dieser Exkursionen wurde filmisch dokumentiert und machte Sutter 1958 auf dem Internationalen Ornithologischen Kongress in Helsinki international bekannt. Ernst Sutter schrieb rund 95 wissenschaftliche Publikationen, darunter über Spechte, über den Weißstorch sowie über das Wachstum und die Mauser bei Laufhühnchen und Hühnervögeln. Von 1954 bis 1988 war er Redakteur der Vogelzeitschrift Der Ornithologische Beobachter.
Ernst Sutter war Mitglied des International Ornithological Committee, Ehrenmitglied der Schweizerischen Gesellschaft für Vogelkunde und Vogelschutz Ala, Honorary Fellow der American Ornithologists’ Union, korrespondierendes Mitglied der Deutschen Ornithologen-Gesellschaft sowie der Nederlandse Ornithologische Unie.

## Werke (Auswahl)
- 1943: Über das embryonale und postembryonale Hirnwachstum bei Hühnern und Sperlingsvögeln
- 1951: Sumba-Expedition des Museums für Völkerkunde und des Naturhistorischen Museums in Basel, 1949
- 1953: Experientia: Supplementum, Band 3 (mit Adolf Portmann)
- 1953: Paradiesvogel und Kolibris: Bilder aus dem Leben der Tropenvogel (mit Walter Linsenmaier)
- 1955: Proceedings of the 11th International Ornithological Congress Basel, 29. Mai – 5. Juni 1954 (mit Adolf Portmann)
- 1958: Die Brutvögel Europas (mit Ulrich Arnold Corti)
- 1960: Die Brutvögel Europas. Dritter Band. Hühnervögel, Laufhühnchen, Kraniche, Trappen, Rallen, Watvogel, Möwen und Seeschwalben (mit Martin Schwarz)
- 1984: Vom Wunder des Vogellebens (von Adolf Portmann begonnen und von Sutter postum veröffentlicht)